# 良知消费
良知消費（英語：Ethical consumerism）又稱良心消費、道德消費、道義消費，是指購買符合道德良知的商品。一般而言，這是指沒有傷害或剝削人類、動物或自然環境的商品。良知消费除了「正面購買」符合道德的商品，或支持注重世界整體利益而非自身利益營運模式之外，亦可採取「道德抵制」的方式，拒絕購買不符合道德的商品，或是抵制違反道德的公司。

## 基本概念

### 全球道德
在《作為道德體系的全球市場》（The Global Markets As An Ethical System）中，約翰·麥克默特（John McMurtry）主張貨品並沒有統一的價格，因為它們本身就是不道德的舉動。這反映舊時的爭論，尤其是孟諾教派這樣的洗禮教派。猶太教和基督教相信上帝賜下聖經，以管理人們，這一種論說已得到部份人的認可。部份人認為這種論說能夠有效地阻止所有不符合道德標準的貨品。
評論家通常會爭辯，有能力改變市場結構的是消費者至上主義，他們通常會引用消費者至上主義的優勢來爭辯。他們還會爭論消費者至上主義根本就是民主的，更多的金錢更能表決公司有多少市場。評論家還會爭論，持續的信賴會反民主地導向社會。這見解暗示，儘管民主主義是公正的，但支投的人必須是平均分配在任何意見上，或者小團體的少數投票人數是不會影響到市場結構。

### 道德支出
信心標準被認為是消費者消費的信心來源。通常，道德標準是貨品市場的生產動力，從生產、收集、處理到售賣，被認為是價值鏈的一部分和是對消費者應負的責任。
現在一些人正在爭辯一個問題，那就是「購物比支投更重要」和「支投比购物更重要」是經濟最基礎的推動來源。一些專家相信「購物比支投更重要」是我們表達道德購物的最佳途徑，即如果我們在意一些東西但我們去買另一方的東西，但那件我們在意的事是高風險性的，所以我們是不會真正地去留意或在意那件事，這就是一種簡單的偽善行為。

## 积极购买
不論是採購公平貿易、有機農業、循環再造業或是當地生產所生產的貨品，這種消費模式可以說是最重要的，因為它直接支持到公司的經濟能力。

### 标准和标签

資源回收再利用國際標誌。

一些标准和标签被引入来鼓励人们积极购买，例如：
- 公平交易
- 有機食品
- 有機食品贸易协会
- 美洲协作
- 树荫下栽种的咖啡
- 符合猶太教教規的食物
- 符合伊斯蘭教教規的食物
- 素食主义
- 放养
- 草料喂养的牛
- 工人工会制造
- 海豚安全
- 資源回收再利用
- 森林管理委员会 (FSC) 认证
- Product Red

一些發展中國家被規定，所生產的衣物或食物必需標明是在那發展中國家所生產的，例如：中國所有生產的衣物用標籤必須標明廠商的名稱電話和傳真號碼，这样买家能夠更加放心地購買貨品。更重要的是這種標籤，是為了證明那貨品並不是地下勞工所生產的，就好像德國早在1887年已引入這種標籤。這些標籤是貨品已經過檢驗過程的象徵，但是一些標籤有可能是假的，可能因為負責檢驗的審查員可能被不法商人賄賂。

## 拒绝购买
道德抵制的做法是避免或抵制那些消费者认为与不道德的行为相关的產品。另外，道德抵制可反映個人、家庭、工會或其他集團的採購決策。

### 产品
- 消費者抵制商品的原因包括： 
  - 工厂化畜牧
  - 對自然环境和人類健康有害
  - 罷工

### 公司
- 抵制公司的原因包括：
  - 被指出支持子公司的不道德行为
  - 把利润的一部分投入到例如军需工业

这样的抵制不仅造成利润的损失，更重要的是造成公司声誉的巨大损害，因此，在某种程度上，导致了企業社會責任概念的发展。

### 國家
例子包括：
- 德国制造（英语：Made in Germany）
- 消費者因為南非种族隔离制度而抵制南非的商品。這些對商品的抵制亦反映於當時德國的國家政策上，並促成了白人政府下台。
- 抵制中國貨
- 抵制日货
- 抵制俄货

## 政府的集体道德选择
大部份人們都不贊同在個人的道德標準上被制裁，這論說主張市民的道德選擇是經過投票給每一方和政府的參政人員。因此，在民主統治的國家的大部分人民都不贊同這種論說，例如：和平主義國家哥斯大黎加拒絕購買軍事武器或者只會購買適量的裝備、紐西蘭拒絕允許任何人帶備武器進入國土。  
而且，政府以各種方式處理各種不同類型的毒藥，例如：人們可購買古柯或罌粟用於醫學認可的渠道，但政府已禁止大麻貿易的運動因大麻本是毒品。在公民中收集藥物上所需要的花費，但政府都避免使用這些藥物，但不法分子會把這些藥物用於不法途徑，例如：恐怖分子售賣毒品以換取購買武器的經費。
有證據顯示，政府公開購買一些他們並不想要的貨品。但事實上，這是一個偽善的舉動。支持這種政治進程的評論家說，這種舉動是為了自己的利益，但忽略了人民的意志和道德。例如：拿大麻和可卡因比較，世界上任何地方許多大麻吸食者，都助長大麻的供應，但拆散了大麻整個供應鏈，因大麻有不同的製作商。相反可卡因在世界上大量生產和由企業聯合小數目運輸即供應。儘管許多國家已相對地把這兩種藥物管制在法律之內。

### 预算
政府決定用其它方式衝擊國內經濟，例如：在教育上花費更多或在武器上花費更少，但最主要的問題是政府在維持治安和軍隊上的花費有多少。
通常，政府都是花費在市民上，因為政府相信他們這樣做是值得的，但此舉使政府在市民的政策，和實際的政策或官員的政策上變得方向不明，這個問題是政治經濟學中的其中一個焦點。國際認可是用來鼓勵其他國家的經濟能力邁向國際化，例如：防止其他國家大規模購買富殺傷力的武器。

## 相关研究
市場研究集團英國市調顧問公司（GfK NOP）在五個不同的國家分別對消費者進行了調查，研究他們對各大公司的信心。該項研究的報告登於2007年2月20日的金融時報中。超於一半受訪的德國和美國消費者認為那些大公司的合作性已嚴重降低，而在英國、法國和西班牙的受訪者則有接近一半持這樣的想法。
約三分之一的受訪者表示，他們為了選擇信譽好的公司，會不惜支付更多的金錢。
由受訪者選出信譽最好的公司有：合作集團（The Co-operative Group，英國公司）、可口可樂（美國公司）、達能（法國公司）、愛迪達（德國公司）及雀巢（瑞士公司）。耐克雖是德國、美國、法國和西班牙四國消費者選出信譽最好的公司之一，但英國並不在此列。
在英國，合作銀行（Co-operative Bank）從2001年開始發表《良知消費報告》（Ethical Consumerism Report）。

## 相关定义

### 消费意识
強烈意識（Conscious Consuming）是一個社會舉動，此舉動基於消費者對消費的衝擊而增加了對周圍觀察和消費者的健康處於普通狀態。這舉動也與公司掛慮媒介的財物和公司的廣告有關，強烈意識已在世界各地發生但是這舉動不是在一個連著的情況下發生。
2003年夏天，像阿帕影像工作站（Adbusters）和新美國夢中心（Center for a New American Dream），強烈意識的舉動開始出現在波士頓，有一組人集合起來計劃了舉辦一個名為「Gift It Up！」的禮品嘉年華。在整個2004年，另外一組波士頓人開始聚在一起討論一個大範圍的題目，這些題目包括環境消費的衝擊到媒介和廣告方面都有討論。
強烈意識已在人們的心扎下穩固的根，在市民會評估他們的工作或生活是否平衡和花費在物品上的金錢是否太多。如果人們減少工作，他們就會花比較多的時間在家庭和朋友上，人們便會自願地花費更少的時間在購物上。在他們購買新物品時，這個決定是出自內心的。 一位自稱是顧客的人問道：「這個項目是不是根據我的價值製造的？我是不是在支持當地的經濟呢？負責這個項目的人是不是會公平對待這各項目？這個項目是不是在最後立定的？」 這些問題的結論就是，有意識的消費者偶然會發現他們正在支持公平貿易和辛酸行業所製造的商品。像可以擁有這樣大的商機的就只有美國的合作商店（Co-op America）。

### 消费主体
在Boader Regulation System思想中，公司是個要對顧客需求作服從的團體，這是一個經濟、政治和哲學分析和其中一種政治思想。

### 选择性礼品
由於良知消費的要求增加，消費者甚至在購物時希望得到礼品，因此一些英國慈善團體發展了一個选择性礼品的市場，從2004年開始愈來愈普遍。這些礼品是為一些朋友和家庭買的，而最常見的礼品是山羊，因為當把山羊寄往一個家庭後，山羊可以為該家庭提供奶及肥料，也能生產更多的小山羊。
樂施會（Oxfam's gift catalogue）就是一個售賣礼品的成功例子，共售了超於700,000份礼品，這些礼品包括漁網、洗手間、水、教師培訓、保險套、山羊和驢子。樂施會有能力籌得數百萬英鎊救濟世界各地的貧戶。世界上還有很多像這種售賣选择性礼品的機構，這些機構包括基督徒互援會（Christian Aid）和世界展望會（World Vision）等。

## 批評
良知消費又稱為道德購買、購買道德和道德購物。這些另類術語共有三個共同的假設，以下是常見的三種假設：
- 道德購物的結論是道德購物會影響到每一個人。
- 個別或集體購物可足夠總結產品、服務性的資料和廣告的選擇，更能使買主和賣方容易配合。
- 集體購物不只是剝奪消費者的選擇權利還可能會增加消費者的花費，但實際上是在改變市場的結構。

以上三項假設已經受到質疑。例如，完全價格會計的提倡者同樣地假設過量傷害、損壞製造、遞送和處理的整個程序，但這是有問題的做法。即使可以得到想要找的資料，但還是受到來自發展中國家和貧窮國家的批評。但最後，公司還將會奪回流失的消費者。

## 抵制購買例子
- 血鑽石

## 參看
- 反營銷：指由經營者的努力對有害需求的商品（如煙、酒、人口販賣、賣淫、色情刊物、軍火和毒品等）進行市場營銷層面（如通路）的壓抑，與良知消費這種消費者運動在價值鏈上的方向和操作者相反。因為利益衝突的原因，只有產業領先者才會執行，其他經營者不會以此作為經營責任。所以反營銷的操作者通常是政府，作為宏觀調控的手段。
- 消费者
- 道德
- 消費
- 社會企業
- 黃色經濟圈
- 身分經濟學
- 有机食品文化

## 外部連結

### 一般性道德消费
- 香港「十一良心消費」運動 （页面存档备份，存于）
- 消費者聯盟的購物指南 （页面存档备份，存于）
- 產品與服務的證明 （页面存档备份，存于）
- 商店組織 （页面存档备份，存于）
- 道德購物 （页面存档备份，存于）

### 公司和品牌信息
- 企業評論家 （页面存档备份，存于）

- 地球綠色市場 （页面存档备份，存于）

- 美洲商业协作网 （页面存档备份，存于）